# Nancy Lynch
Nancy Lynch (Brooklyn, 19 gennaio 1948) è una matematica e informatica statunitense, docente di scienze e ingegneria del software del Massachusetts Institute of Technology. Inoltre è a capo del gruppo di ricerca sulla teoria dei sistemi distribuiti presso il laboratorio di informatica e intelligenza artificiale del MIT.

## Istruzione e primi anni
Lynch è nata a Brooklyn e si è laureata in matematica. Ha frequentato il Brooklyn College e il MIT, dove ha conseguito il dottorato di ricerca nel 1972.

## Carriera
Ha fatto parte della facoltà di matematica e informatica in diverse altre università, tra cui l'università Tufts, la University of Southern California, la Florida International University e il Georgia Institute of Technology, prima di entrare a far parte della facoltà del MIT nel 1982. Da allora ha lavorato sull'applicazione della matematica ai compiti di comprensione e costruzione di sistemi distribuiti complessi. 
Il suo lavoro del 1985 con Michael J. Fischer e Mike Paterson sui problemi di consenso ha ricevuto il PODC Influential-Paper Award nel 2001. Il loro lavoro ha dimostrato che in un sistema distribuito asincrono il consenso è impossibile se esiste un processore che si arresta in modo anomalo. Sul loro contributo Jennifer Welch ha scritto che questo risultato ha avuto un impatto monumentale nell'informatica distribuita, sia in teoria che in pratica. I progettisti di sistemi erano motivati a chiarire le loro affermazioni in merito alle circostanze in cui i sistemi funzionano.
È autrice di numerosi articoli di ricerca sugli algoritmi distribuiti, sui risultati di impossibilità, sulla modellistica formale e sulla validazione di sistemi distribuiti. È autrice del libro di testo Algoritmi distribuiti. È membro della National Academy of Sciences, della National Academy of Engineering e membro dell'ACM.

## Riconoscimenti e premi
- 1997: Membro dell'Association for Computing Machinery
- 2001: Dijkstra Paper Prize della conferenza PODC
- 2001: Membro della National Academy of Engineering [7]
- 2006: Premio Van Wijngaarden
- 2007: Premio Knuth
- 2007: Premio Dijkstra Paper della conferenza PODC
- 2010: Premio IEEE Emanuel R. Piore [8]
- 2012: Athena Lecturer [9]
- 2015: Membro della National Academy of Sciences [10]